# Josipón

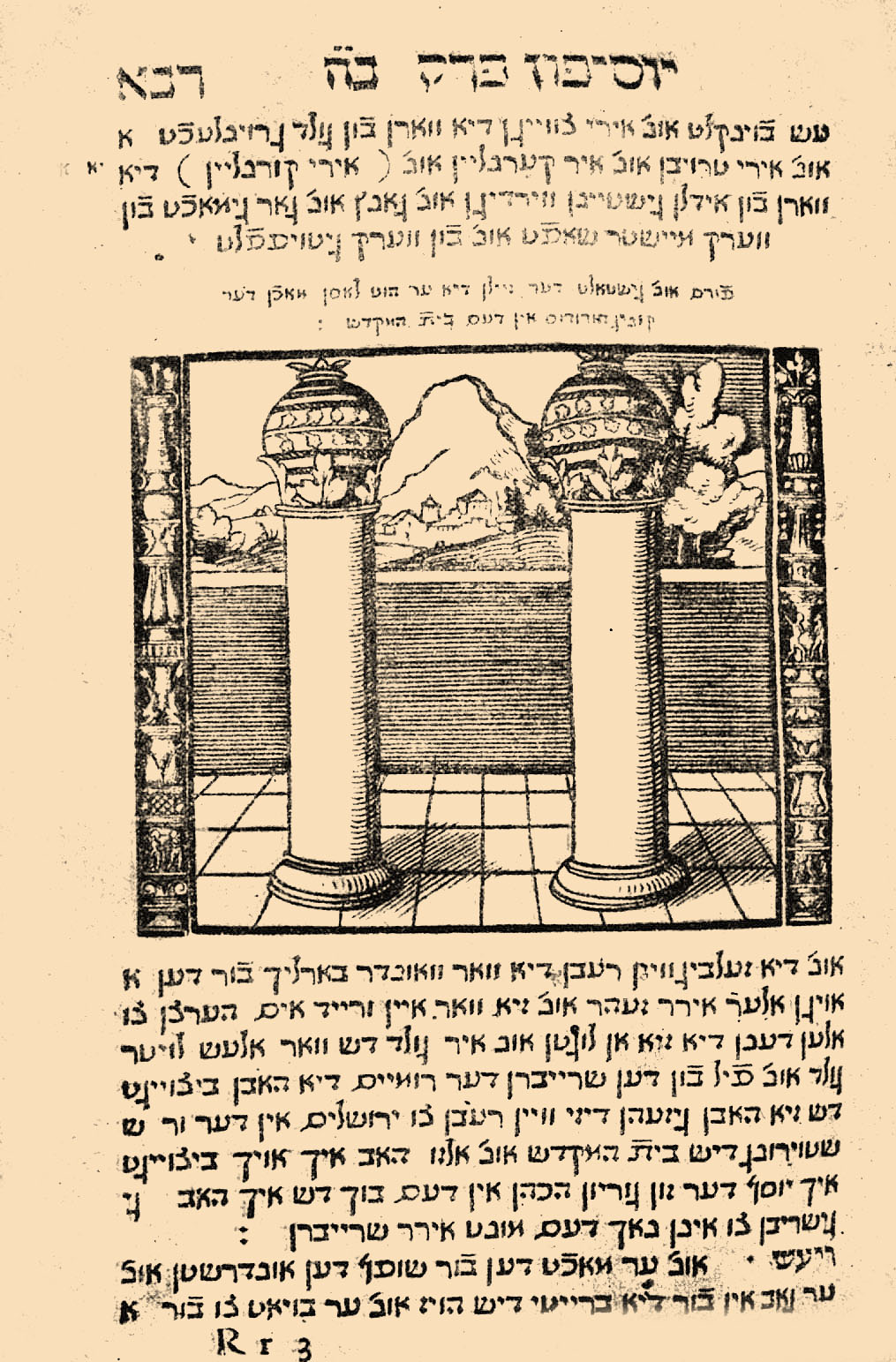
Lámina de 1546

El Josipón o Josippon (en hebreo: ספר יוסיפון‎ Sefer Yosipon) es un libro religioso acerca de la historia judía desde Adán hasta la época del emperador romano Tito. La obra lleva por título el nombre de su presunto autor, Flavio Josefo; aunque las evidencias historiográficas existentes apuntan a que en realidad fue escrito durante el siglo X en el sur de Italia, de ahí que también sea referido como Pseudo-Josefo. La versión etíope en ge'ez del Josipón está reconocida como parte del canon bíblico del Antiguo Testamento por la Iglesia Ortodoxa Tewahedo de Etiopía y la Iglesia Ortodoxa Tewahedo de Eritrea.